# Isonebula maculatus
Isonebula maculatus is een pissebed uit de familie Cymothoidae. De wetenschappelijke naam van de soort is voor het eerst geldig gepubliceerd in 1977 door Taberner.